# Campeonato Europeo de Piragüismo en Aguas Tranquilas
El Campeonato Europeo de Piragüismo en Aguas Tranquilas es la máxima competición de piragüismo en aguas tranquilas a nivel europeo. Es organizado desde 1997 por la Asociación Europea de Piragüismo (ECA). Desde el año 2004 se realiza anualmente.

## Ediciones
| Núm.  | Año  | Sede               | País            |
| ----- | ---- | ------------------ | --------------- |
| I     | 1997 | Plovdiv            | Bulgaria        |
| II    | 1999 | Zagreb             | Croacia         |
| III   | 2000 | Poznań             | Polonia         |
| IV    | 2001 | Milán              | Italia          |
| V     | 2002 | Szeged             | Hungría         |
| VI    | 2004 | Poznań             | Polonia         |
| VII   | 2005 | Poznań             | Polonia         |
| VIII  | 2006 | Račice             | República Checa |
| IX    | 2007 | Pontevedra         | España          |
| X     | 2008 | Milán              | Italia          |
| XI    | 2009 | Brandeburgo        | Alemania        |
| XII   | 2010 | Corvera            | España          |
| XIII  | 2011 | Belgrado           | Serbia          |
| XIV   | 2012 | Zagreb             | Croacia         |
| XV    | 2013 | Montemor-o-Velho   | Portugal        |
| XVI   | 2014 | Brandeburgo        | Alemania        |
| XVII  | 2015 | Račice             | República Checa |
| XVIII | 2016 | Moscú              | Rusia           |
| XIX   | 2017 | Plovdiv            | Bulgaria        |
| XX    | 2018 | Belgrado           | Serbia          |
| —     | 2019 | —                  | —               |
| XXI   | 2020 | Bascov (cancelado) | Rumania         |
| XXII  | 2021 | Poznań             | Polonia         |
| XXIII | 2022 | Múnich             | Alemania        |
| —     | 2023 | —                  | —               |
| XXIV  | 2024 | Szeged             | Hungría         |
| XXV   | 2025 | Račice             | República Checa |
| XXVI  | 2026 | Montemor-o-Velho   | Portugal        |

1. ↑  No realizado debido a los II Juegos Europeos.
2. ↑  No realizado debido a los III Juegos Europeos.

## Medallero histórico
- Actualizado a Račice 2025.

| Núm. | País            | Oro | Plata | Bronce | Total |
| ---- | --------------- | --- | ----- | ------ | ----- |
| 1    | Hungría         | 160 | 127   | 73     | 360   |
| 2    | Alemania        | 104 | 88    | 70     | 262   |
| 3    | Rusia           | 67  | 56    | 65     | 188   |
| 4    | Bielorrusia     | 48  | 46    | 40     | 134   |
| 5    | Polonia         | 41  | 70    | 70     | 181   |
| 6    | España          | 27  | 41    | 50     | 118   |
| 7    | República Checa | 26  | 18    | 26     | 70    |
| 8    | Rumania         | 24  | 36    | 32     | 92    |
| 9    | Eslovaquia      | 17  | 20    | 13     | 50    |
| 10   | Italia          | 15  | 9     | 23     | 47    |
| 11   | Portugal        | 14  | 11    | 17     | 42    |
| 12   | Lituania        | 14  | 11    | 15     | 40    |
| 13   | Ucrania         | 13  | 22    | 32     | 67    |
| 14   | Reino Unido     | 13  | 8     | 10     | 31    |
| 15   | Dinamarca       | 12  | 14    | 15     | 41    |
| 16   | Serbia          | 11  | 12    | 15     | 38    |
| 17   | Noruega         | 7   | 4     | 8      | 19    |
| 18   | Suecia          | 6   | 12    | 12     | 30    |
| 19   | Francia         | 5   | 10    | 8      | 23    |
| 20   | Bulgaria        | 5   | 7     | 12     | 24    |
| 21   | Azerbaiyán      | 5   | 3     | 1      | 9     |
| 22   | Moldavia        | 2   | 5     | 8      | 15    |
| 23   | Israel          | 2   | 2     | 3      | 7     |
| 24   | Eslovenia       | 1   | 4     | 4      | 9     |
| 25   | Georgia         | 1   | 0     | 3      | 4     |
| 26   | Turquía         | 1   | 0     | 0      | 1     |
| 27   | Bélgica         | 0   | 2     | 4      | 6     |
| 27   | Finlandia       | 0   | 2     | 4      | 6     |
| 29   | Austria         | 0   | 2     | 3      | 5     |
| 30   | Croacia         | 0   | 1     | 3      | 4     |
| 31   | Letonia         | 0   | 1     | 2      | 3     |
| 32   | Irlanda         | 0   | 0     | 1      | 1     |
| 32   | Suiza           | 0   | 0     | 1      | 1     |
|      | TOTAL           | 641 | 644   | 643    | 1928  |

1. ↑  Incluye las medallas obtenidas por la RFS de Yugoslavia.